# لاين رايت
لاين رايت (بالإنجليزية: Iain Wright) هو سياسي بريطاني، ولد في 9 مايو 1972 في المملكة المتحدة. حزبياً، نشط في حزب العمال.

## مناصب
- في 2004 Hartlepool by-election [الإنجليزية]‏، انتخب عضو برلمان المملكة المتحدة الـ53 عن دائرة هارتلبول وقد انضم خلال فترته النيابية ‏ (30 سبتمبر 2004 – 11 أبريل 2005) للكتلة البرلمانية حزب العمال.
- في الانتخابات العامة في المملكة المتحدة 2005، انتخب عضو برلمان المملكة المتحدة الـ54 عن دائرة هارتلبول وقد انضم خلال فترته النيابية ‏ (5 مايو 2005 – 12 أبريل 2010) للكتلة البرلمانية حزب العمال.
- في انتخابات المملكة المتحدة لعام 2010، انتخب عضو برلمان المملكة المتحدة الـ55 عن دائرة هارتلبول وقد انضم خلال فترته النيابية ‏ (6 مايو 2010 – 30 مارس 2015) للكتلة البرلمانية حزب العمال.
- في الانتخابات العامة في المملكة المتحدة 2015، انتخب عضو برلمان المملكة المتحدة الـ56 عن دائرة هارتلبول وقد انضم خلال فترته النيابية ‏ (8 مايو 2015 – 3 مايو 2017) للكتلة البرلمانية حزب العمال.